# Silberstreifen
Silberstreifen, auch Neuforchheim genannt, ist eine zu Forchheim gehörende Siedlung der Stadt Rheinstetten im Landkreis Karlsruhe. 
Der Ort grenzt im Nordwesten an Forchheim, im Nordosten an Karlsruhe-Oberreut, im Südwesten an Ettlingen und im Südosten direkt an das Naturschutzgebiet Sandgrube im Dreispitz-Mörsch. Er liegt am westlichen Rand des Hardtwaldes im Hochgestade der Niederterrasse des Oberrheins. 
Im Silberstreifen liegt der Epplesee, ein beliebter Baggersee im Karlsruher Raum, der ursprünglich aus dem ehemaligen Kieswerk Epple hervorging. Der Ort beherbergt außerdem die Außenstelle Rheinstetten des Landwirtschaftlichen Technologiezentrums Augustenberg.

## Geschichte

### 1890–1920: Frühgeschichte und militärische Nutzung

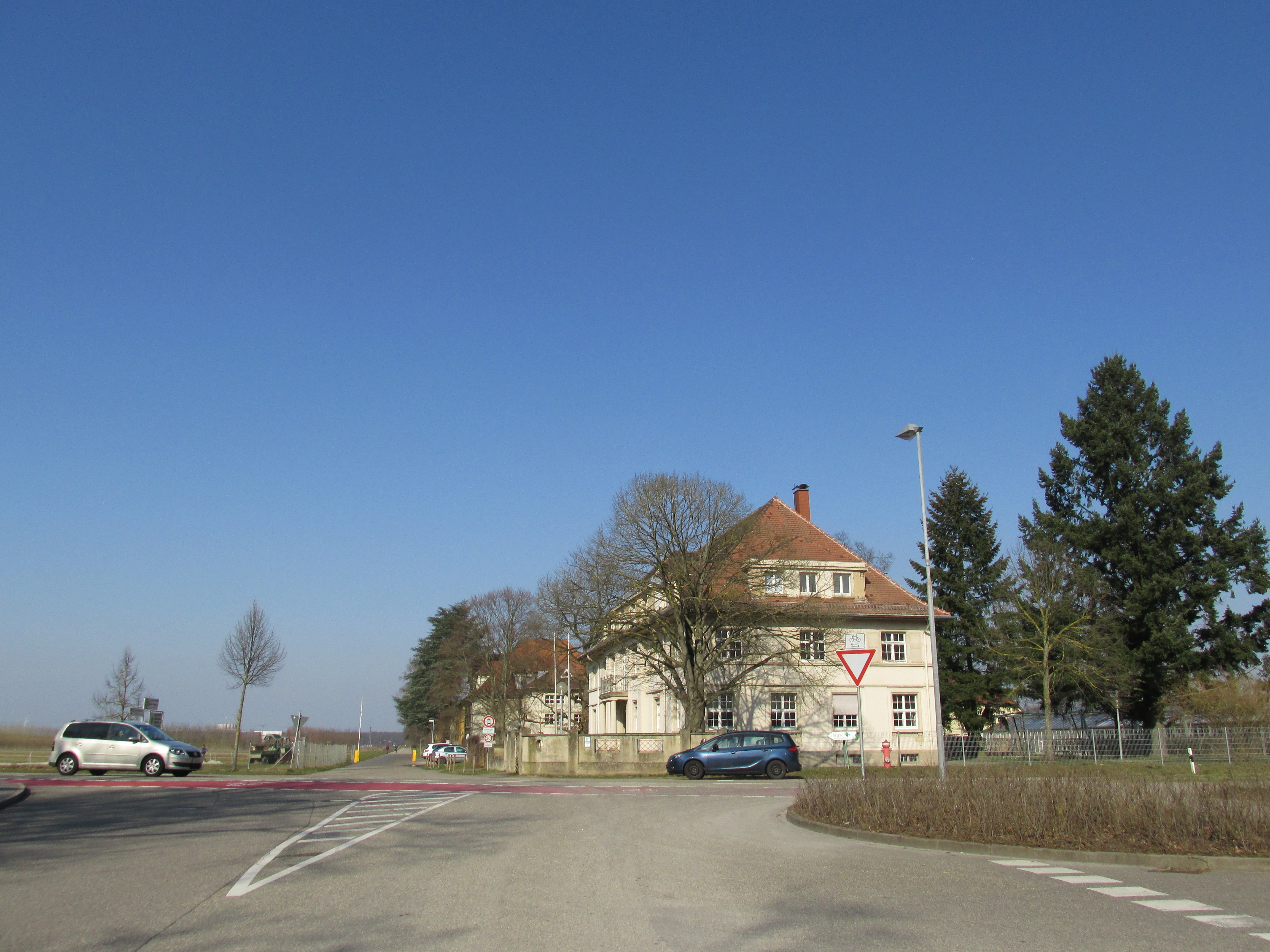
Die Forchheimer Außenstelle des Landwirtschaftlichen Technologiezentrums Augustenberg

Die erste Bebauung auf dem Gebiet des heutigen Silberstreifens begann 1894 mit dem Bau des Exerzierplatzes der Karlsruher Garnison. Er wurde hauptsächlich für die Ausbildung und Manöver der Karlsruher Garnison genutzt. Die Anlage war auch Schauplatz bedeutender militärischer Zeremonien, einschließlich der Kaiserparaden, bei denen Kaiser Wilhelm II. mehrfach anwesend war. Die militärische Nutzung des Gebiets und der Bedarf an einer besseren verkehrlichen Anbindung des Exerzierplatzes führten 1903 zur Errichtung des Bahnhofs Forchheim an der Rheinbahn, die hier bereits von 1892 bis 1894 im Bau war.
Im Jahr 1915 wurde im Hardtwald eine rund 1800 Meter lange und 50 Meter breite Schneise geschlagen, um Platz für eine 110-kV-Hochspannungsleitung der Badischen Landessammelschiene zwischen dem Murgtalkraftwerk und dem Umspannwerk Scheibenhardt zu schaffen.
1917 ging das Gelände des Exerzierplatzes in den Besitz der Badischen Landwirtschaftskammer über, die dort ein Versuchs- und Lehrgut einrichtete. Die Hauptaufgabe dieses Gutes war die Förderung der landwirtschaftlichen Erzeugung. Im Jahr 1927 wurden auf diesem Areal das Tabakforschungsinstitut gegründet, das mittlerweile als Landwirtschaftliches Technologiezentrum Augustenberg bekannt ist. Ihr erster Direktor war Paul Koenig. 1932 folgte die Gründung der Staatlichen Mastprüfungsanstalt, die später in Landesanstalt für Schweinezucht umbenannt wurde. Letztere zog jedoch 2006 ins badische Boxberg um.

### 1920–1960: Entstehung der Siedlung, industrielle Entwicklung und der Epplesee

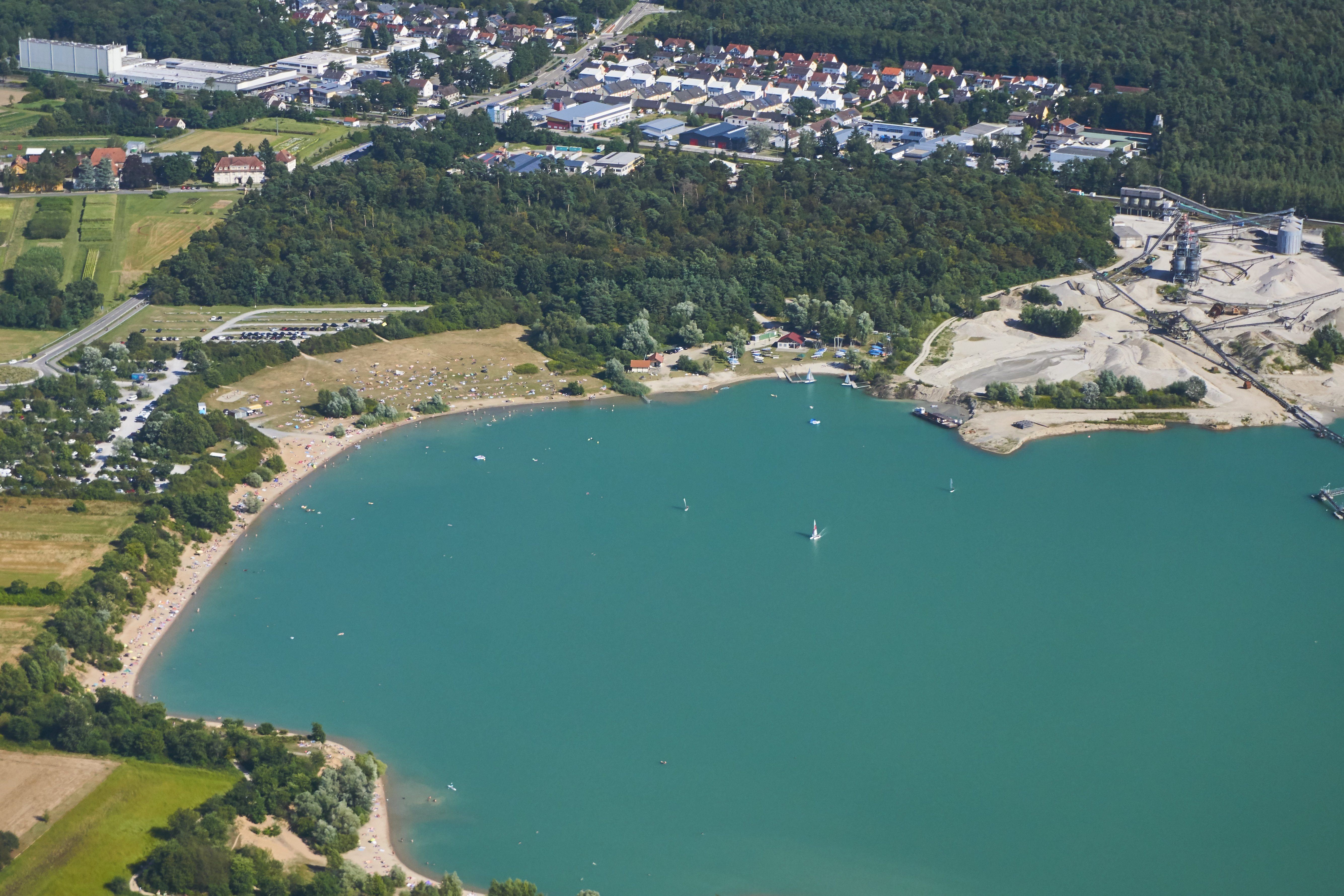
Der Epplesee mit Kieswerk

Die eigentliche Siedlung Silberstreifen wurde 1924 mit der Eröffnung der Gaststätte „Haus Waldfrieden“ begründet. Eine Tafel am Hauseingang erinnert noch heute an diese Ursprünge und trägt folgende Inschrift:
"Nicht aus Trotz, mit zart' Gefühle

steh ich hier am Waldesrand.

Und ich ward mit großer Liebe

Haus Waldfrieden drum benannt.

Dieses Haus wurde 1924/25 erbaut von Anton Leicht und seiner Frau Katharina geb. Mohr.

Es war das erste Haus im Walde. Damit wurde Neu-Forchheim gegründet."
Im Jahr 1926 siedelte sich als erster von vielen Handwerks- und Industriebetrieben die Herdfabrik Josef Klein am Bahnübergang an. Mit der Zeit wuchs die Siedlung weiter und der „Starkstromstreifen“ begann wieder zu bewalden. Von November 1932 bis zum Frühsommer 1933 machten 40 Jugendliche des Freiwilligen Arbeitsdienstes die Fläche urbar, um landwirtschaftliche Nutzung zu ermöglichen. Ein Artikel im Gemeindeanzeiger vom 9. November 1932 beschreibt diesen Vorgang und schließt mit den Worten:
„Hoffen wir, daß sich der freiwillige Arbeitsdienst in Forchheim ebenso gut wie anderwärts bewährt und sein Gelingen zur Kultivierung des Rheinberg als Notstandsarbeit ermuntert. Vielleicht wird dann aus dem sandigen Starkstromstreifen jener berühmte Silberstreifen zur Ankurbelung neuen Lebens in der Gemeinde.“
Dieser Artikel gab der Starkstromlinie den Namen „Silberstreifen“, der sich dann auf die entstehende Siedlung übertrug.
1937 wurde der Epplesee als künstlicher See im Zuge von Kiesabbauarbeiten angelegt. Der See dient heute als Naherholungsgebiet und ist ein beliebter Ort für Freizeitaktivitäten. 1944, gegen Ende des Zweiten Weltkriegs, entstanden auf dem Gebiet des "Silberstreifens" rund drei Dutzend Behelfsheime aus Hurdissteinen und Pressplatten, die für ausgebombte Angehörige Karlsruher Firmen genutzt werden sollten. Als im Jahr 1946 insgesamt 780 Heimatvertriebene nach Forchheim zugewiesen wurden, konnte die Gemeinde diese Baracken nutzen, um Dutzende von Familien unterzubringen. Die Siedlung wuchs daraufhin schnell und bestand zunächst aus etwa 120 Wohngebäuden.
Nach dem Krieg entwickelte sich Silberstreifen zu einem Industrieviertel mit mehreren bedeutenden Firmen, darunter die Möbelfabrik Thome. 1950 wurde auf einem Teil des Geländes des Tabakforschungsinstituts die katholische Maria-Hilf-Kapelle errichtet.

### 1960–2000: Wachstum der Siedlung und infrastrukturelle Entwicklungen
In den 1960er Jahren wuchs die Siedlung weiter, als 1964 Bruker einen neuen Firmensitz in Silberstreifen bezog. Der 50.000 m² große Standort beherbergte Labors und Produktionsstätten. Am 29. Februar 1972 wurde der Kindergarten Silberstreifen eröffnet, der später den Namen „Sterntaler“ erhielt. Im Oktober 1973 wurde der Trimm-dich-Pfad durch Bürgermeister Ernst Heil eingeweiht, ein 2,3 Kilometer langer Vita-Parcours durch den Hardtwald, der besonders bei den Bewohnern der Siedlung sehr beliebt war.
Auf einer Fläche von rund 19.000 m² siedelte sich 1979 in direkter Nachbarschaft zu Bruker die Süka Druck an, spezialisiert auf den Druck von Luftverkehrs- und Sicherheitsdokumenten. 1994 wurde die Firma vom Ottobrunner Unternehmen Bartsch übernommen, die das Werk weiterhin betrieb. 2020 wurde der Standort aufgegeben. Teile des ehemaligen Fabrikgebäudes wurden daraufhin vom Logistikunternehmen Dachser und der DB Kommunikationstechnik übernommen.

### Ab 2000: Neuere Entwicklungen und Umstrukturierungen
Um die Siedlung vom Durchgangsverkehr der Messe Karlsruhe zu entlasten und die Anforderungen der Ausbau- und Neubaustrecke Karlsruhe–Basel zu erfüllen, wurde zwischen 2002 und Ende 2004 der 349 Meter lange Messetunnel gebaut, der den Silberstreifen unterirdisch durchquert.
Nach dem Abriss der Möbelfabrik Thome im Jahr 2005 wurde 2007 auf einer rund 21.500 m² großen Teilfläche das Wohngebiet „Domicil am Hardtwald“ errichtet. Die Weisenburger Bau realisierte dort für eine Gesamtsumme von rund 17 Millionen Euro 72 Wohnhäuser. Eine weitere Teilfläche von etwa 18.000 m² wurde als Mischgebiet ausgewiesen.
Im Jahr 2008 erreichte der Kindergarten Sterntaler aufgrund steigender Kinderzahlen seine Kapazitätsgrenzen, was eine vorübergehende Erweiterung mit Containern erforderlich machte. Ende 2010 entschied die Stadt, den Kindergarten neu zu bauen. Bis zur Fertigstellung des Neubaus zog die Einrichtung aufgrund des Platzmangels in ein leerstehendes Verwaltungsgebäude der ehemaligen Schweinezucht um. Der Abriss des alten Kindergartengebäudes begann im Juni 2011 und der Neubau wurde bis Ende 2012 fertiggestellt. Das neue Gebäude wurde als energieeffizienter Passivbau konzipiert und auf eine Fläche von 1.500 m² erweitert, um den gestiegenen Betreuungsbedarf zu decken. Trotz dieser Vergrößerung konnten die ursprünglich geplanten Dusch- und Lagerräume für die örtlichen Sportvereine nicht realisiert werden.
2017 begann der Bau des albanisch-islamischen Gemeindezentrums im Kutschenweg, welches 2021 fertiggestellt wurde.
Im Jahr 2022 zog Bruker seinen Firmensitz nach Ettlingen um und gab den Standort Silberstreifen endgültig auf. Das über 50.000 m² große Gelände wurde von der Karlsruher Baugenossenschaft Familienheim übernommen, mit dem Ziel, es neu zu bebauen und die Siedlung zu erweitern. Im November 2024 genehmigte die Stadt die Planung des „Waldquartiers“ auf dem ehemaligen Bruker-Gelände. Geplant sind Gewerbegebiet, Geschosswohnungsbau mit sozialem Wohnraum sowie Reihenhäuser, ergänzt durch Nahversorgung und Gastronomie. Die Familienheim übernimmt die Planungskosten und verpflichtet sich zu naturschutzrechtlichen Ausgleichsmaßnahmen sowie einer Mietpreisbindung für geförderte Wohnungen.

## Verkehr
Silberstreifen liegt zwischen den Bundesstraßen B3 und B36 und ist über die Kreisstraße 3581 mit diesen verbunden.
Der Ort befindet sich weiterhin direkt an der Bahnstrecke Mannheim–Rastatt und ist am Bahnhof Forchheim an das Karlsruher Stadtbahnnetz angeschlossen. Die Stadtbahnlinien S7 und S8 verkehren im 20- bzw. 40-Minuten-Takt und verbinden Silberstreifen mit den Städten Karlsruhe, Rastatt, Baden-Baden sowie den dazwischenliegenden Orten. Vom Bahnhof aus ist der Karlsruher Hauptbahnhof in etwa 10 Minuten mit der Stadtbahn erreichbar, der eine direkte Anbindung an den Fernverkehr bietet. Zusätzlich bestehen Direktverbindungen im Stundentakt nach Achern und Freudenstadt.
Die Buslinie 106 sorgt zwischen Ettlingen, der Messe Karlsruhe und Neuburgweier für eine weitere regelmäßige Anbindung im 20- bzw. 40-Minuten-Takt. Zudem bietet die Linie Verknüpfungen zum weiteren Stadtbahnnetz, unter anderem mit den Linien S1, S11 und S12 am Bahnhof Ettlingen Stadt sowie zur S2 in Forchheim und an der Stadtmitte.

## Epplesee

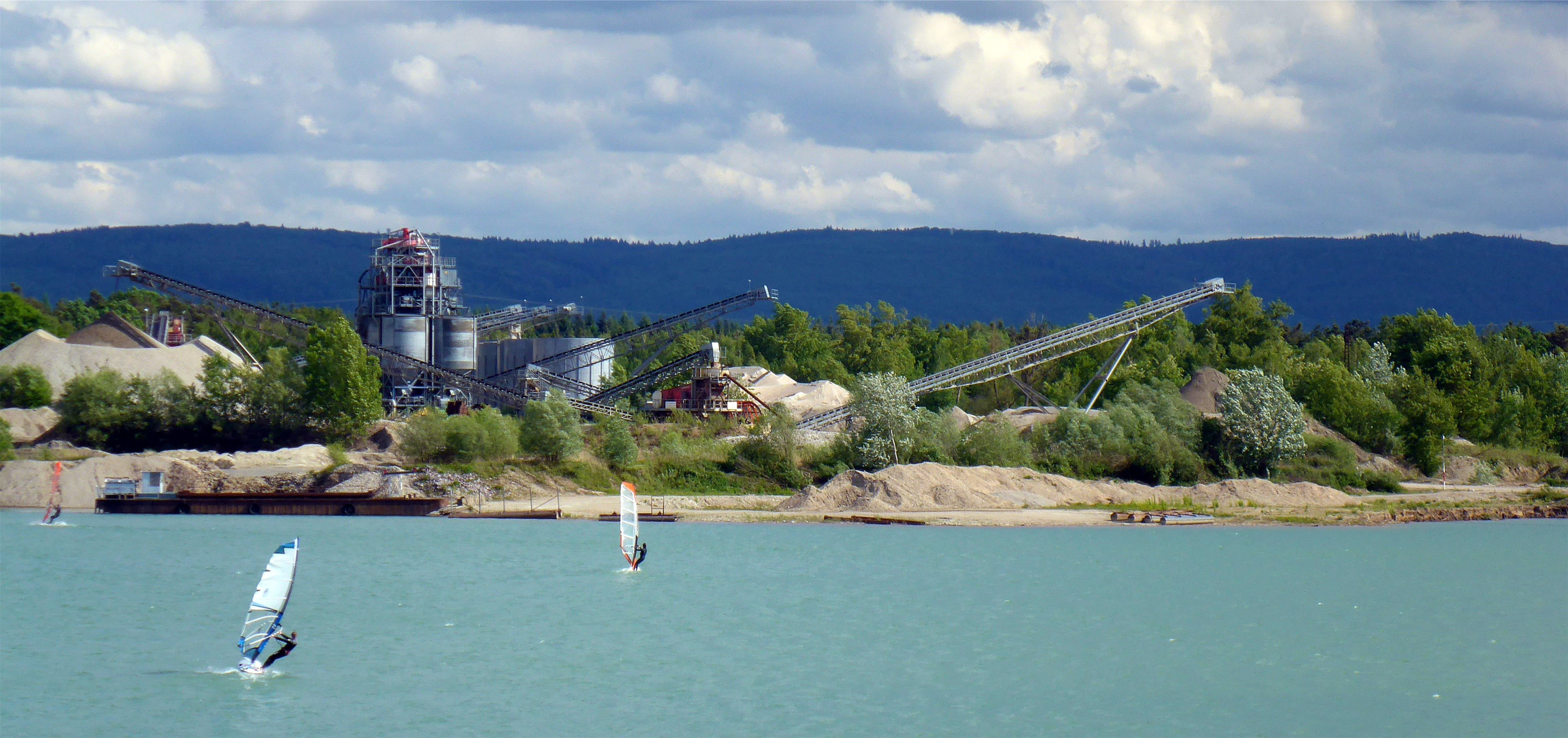
Kieswerk und Windsurfer am Epplesee

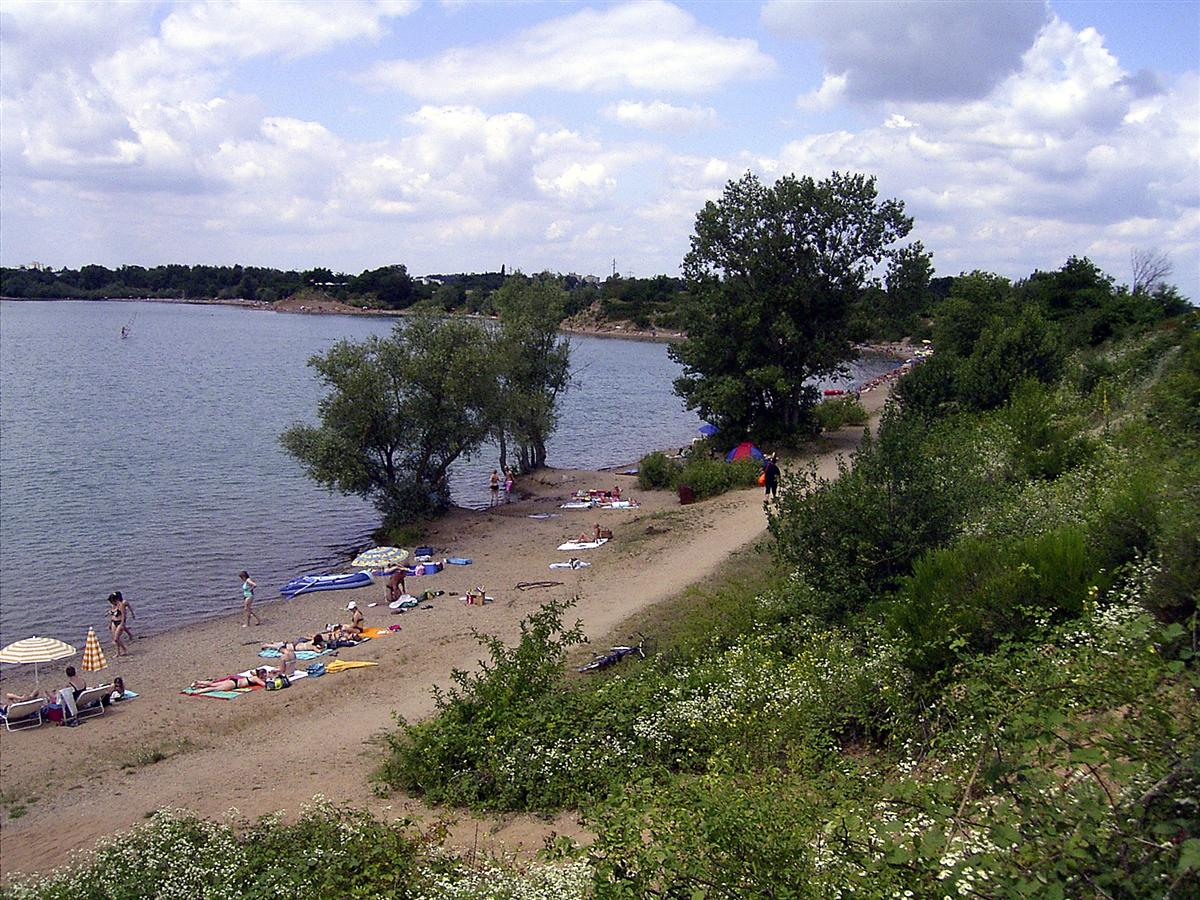
Badebetrieb am Nordufer des Epplesees

Zwischen Silberstreifen und Rheinstetten liegt der Epplesee, einer der beliebtesten Badeseen in der Region Karlsruhe. Der 1936 von der Firma Epple für den Kiesabbau angelegte Baggersee erstreckt sich über mehr als 35 Hektar und wird sowohl von Badegästen als auch von Wassersportlern genutzt. Im nördlichen Bereich befinden sich ein großer Parkplatz, eine Liegewiese, Toiletten, ein Kiosk und ein Beachvolleyballplatz. Am westlichen Ufer liegt ein großzügiger FKK-Bereich mit eigenem Kiosk und Toiletten.
Am See wird bis heute Kies gefördert. Der Name des Sees stammt von der gleichnamigen Firma, die hier eine Saugbaggeranlage installiert hat, um Kies aus einer Tiefe von 60 Metern zu gewinnen. Heute wird das Kieswerk von Heidelberg Materials betrieben. Die jährliche Fördermenge beträgt etwa 260.000 Kubikmeter. Aufgrund des tief liegenden Wasserspiegels ragen hinter dem kleinen Strand hohe Böschungen empor.
Das Ufer in der südlichen Ausbuchtung des Sees gehört seit 1996 zum Naturschutzgebiet Allmendäcker und ist für die Allgemeinheit nicht zugänglich. Baden und Wassersport sind dort untersagt.
Seit 2022 wird der See erweitert. Die Erweiterung wurde vom Gemeinderat bereits 2014 genehmigt, als Teil der Fortschreibung des Regionalplans Mittlerer Oberrhein. 2017 wurde beim Landratsamt als zuständiger Genehmigungsbehörde der Antrag auf Erweiterung gestellt. Im Rahmen dieses Projekts soll der See um etwa 6,7 Hektar vergrößert und die Tiefenbaggerung um 16 Meter weiter vertieft werden.
Im Februar 2024 hat sich die Mehrheit des Gemeinderats für die Installation einer Photovoltaikanlage auf dem Epplesee ausgesprochen. Die Entscheidung wurde trotz Bedenken einiger Anwohner und Vereine getroffen, die befürchten, dass die Freizeitnutzung des Sees, insbesondere für Wassersportarten, eingeschränkt werden könnte. Dennoch wird das Projekt als ein bedeutender Schritt in Richtung umweltfreundlicher Energiegewinnung angesehen.

## Vereine und Organisationen
- Freizeitgruppe Silberstreifen e.V. (Gründung 1972 / Eintragung am 1. Januar 1994)[4]
- Waldkindergarten Waldkitz Rheinstetten e. V. (seit Oktober 2002)[17]
- Förderverein Kindergarten Sterntaler e. V. (seit 11. April 2013)
- Albanisches Islamisches Zentrum e. V.
- Luftsportgemeinschaft Rheinstetten e. V.[18]
- Naturfreunde Forchheim[19]